# Dinklage
Dinklage (pronunciación en alemán: /ˈdɪŋkˌlaːɡə/ⓘ) es un municipio situado en el distrito de Vechta, en el estado federado de Baja Sajonia (Alemania). Su población estimada a finales de 2016 era de 12 963 habitantes.
Se encuentra ubicado a poca distancia al sur de la ciudad de Bremen y al norte de la frontera con el estado de Renania del Norte-Westfalia.